# Anthony Hopkins
Pour les articles homonymes, voir Hopkins.
Ne pas confondre avec le compositeur Antony Hopkins.
Anthony Hopkins (prononcé : [ˈæn.θə.ni ˈhɑp.kɪnz]), né le 31 décembre 1937 à Port Talbot (pays de Galles), est un acteur, réalisateur, producteur, scénariste et compositeur britannico-américain.
Figure majeure du cinéma britannique et américain, il est surtout connu pour son interprétation du psychopathe cannibale, le Dr Hannibal Lecter, dans le film Le Silence des agneaux (1991), récompensée par le BAFTA et l'Oscar du meilleur acteur en 1992. Il reprend le rôle dans la suite Hannibal (2001) et le prélude Dragon rouge (2002).
Son interprétation d'Anthony, vieil homme perdant peu à peu la mémoire et le contrôle de sa vie, dans The Father (2020), lui vaut l'Oscar du meilleur acteur et un second BAFTA. Le film est régulièrement cité comme « l'un des meilleurs du siècle ».
Hopkins est connu pour être un acteur caméléon, capable de se fondre dans différents personnages ; il est réputé pour ses interprétations de nombreuses figures historiques et littéraires controversées, ainsi que pour ses rôles de méchant au cinéma ou à la télévision.
Anthony Hopkins tourne sous la direction de réalisateurs d'une grande renommée tels que David Lynch, Michael Cimino, Jonathan Demme, Ridley Scott, Francis Ford Coppola, James Ivory, Steven Spielberg, Woody Allen, Oliver Stone, Robert Zemeckis, Robert Wise, Joe Johnston et Michael Bay. Il est nommé commandeur de l'ordre de l'Empire britannique (1987) puis anobli (1993) par la reine Élisabeth II pour ses services rendus aux arts, acquérant sept ans plus tard la nationalité américaine. Également pianiste, il compose et fait paraître plusieurs albums de musique classique ainsi que des valses, enregistrés avec les orchestres symphoniques de Dallas et Birmingham. Il compose les musiques des trois films qu'il réalise. Il s'adonne aussi à la peinture et expose ses œuvres dans des galeries.

## Biographie

### Jeunesse et formation
Enfant unique, Philip Anthony Hopkins (prononcé : [ˈfɪl.ɪp ˈæn.θə.ni ˈhɑp.kɪnz]) est né à Margam, dans la banlieue de Port Talbot au pays de Galles le 31 décembre 1937 de Muriel Anne et Richard Arthur Hopkins, boulanger de son état. Élève peu appliqué, atteint de dyslexie, il préfère peindre, dessiner et jouer du piano. Pour lui instiller un peu de discipline, ses parents l'envoient en 1949 à la Jones' West Monmouth Boys' School (en) de Pontypool, où il reste cinq ans avant d'être admis à la Cowbridge Grammar School (en) de Vale of Glamorgan.

« J'étais nul à l'école, un vrai raté, un imbécile. J'étais antisocial et je ne m'intéressais pas aux autres… Je ne savais pas ce que je faisais là-bas. C'est pour cela que je suis devenu acteur,. »

À quinze ans, il rencontre Richard Burton, également né à Neath Port Talbot et dont la sœur vit près de chez Hopkins. Déjà connu, Richard Burton l'encourage à devenir acteur, à la suite de quoi il s'inscrit au Royal Welsh College of Music and Drama (en) de Cardiff, dont il sort diplômé en 1957. Après deux années de service militaire dans l'artillerie de la British Army, Anthony Hopkins s'installe à Londres et intègre la Royal Academy of Dramatic Art en 1960.

### Carrière

#### Années 1960 et 1970
Hopkins fait ses premiers pas sur scène au Palace Theatre de Swansea en 1960 pour la production interne Have a Cigarette. En 1965, après cinq années de répertoire, il est repéré par Laurence Olivier qui l'invite à le rejoindre au Royal National Theatre. Il en devient la doublure et le remplace notamment lorsque Olivier doit subir une appendicectomie pendant la production de The Dance of Death d'August Strindberg en 1967. Dans ses mémoires, Confessions of an Actor, Olivier écrit : « un jeune acteur de la compagnie exceptionnellement prometteur nommé Anthony Hopkins m'a remplacé et a interprété le rôle d'Edgar comme un chat tenant une souris entre les dents ». Malgré son succès critique au National, Hopkins est fatigué de répéter les mêmes rôles et se languit d'apparaître au cinéma. Il fait ses débuts à l'écran dans l'adaptation télévisuelle de la pièce La Puce à l'oreille (A Flea in Her Ear) en 1967. L'année suivante il décroche le rôle de Richard Cœur de Lion dans Le Lion en hiver (The Lion in Winter) aux côtés de Peter O'Toole, Katharine Hepburn et Timothy Dalton.
Il continue de monter sur scène jusqu'à la fin des années 1980 : après de nombreuses adaptations des pièces de Shakespeare au théâtre Old Vic ou au National Theatre, il interprète Lambert Le Roux dans Pravda et Marc Antoine dans Antoine et Cléopâtre face à Judi Dench, et il participe à la pièce Equus à Broadway. Cependant, il s'emploie surtout à se faire un nom à la télévision et au cinéma.
À la télévision britannique, il tient le rôle de Charles Dickens dans The Great Inimitable Mr. Dickens (en) (1970), de Georges Danton dans le téléfilm du même nom, ou celui de Pierre Bezukhov dans la mini-série Guerre et Paix (War and Peace, 1972) adaptée du roman de Tolstoï, rôle qui lui vaut un British Academy Television Award du meilleur acteur. Déjà spécialisé dans les biopics, Hopkins interprète le Premier ministre britannique David Lloyd George dans les productions de la BBC Lloyd George et The Edwardians (1973), ainsi que le Premier ministre israélien Yitzhak Rabin dans le téléfilm Victoire à Entebbé (Victory at Entebbe, 1976) sur ABC. En 1974, il s'installe aux États-Unis où il apparaît dans des téléfilms comme L'Affaire Charles Lindbergh (The Lindbergh Kidnapping Case, 1976) dans le rôle du criminel Bruno Hauptmann, pour lequel il remporte son premier Emmy du meilleur acteur.
Au cinéma, après quelques apparitions dans des films comme Hamlet (1969) ou Les Griffes du lion (Young Winston, 1972) où il interprète également Lloyd George, Hopkins participe à Un pont trop loin (A Bridge Too Far, 1976) de Richard Attenborough. Il y interprète le lieutenant-colonel John Frost aux côtés d'acteurs majeurs du cinéma de l'époque, comme Dirk Bogarde, James Caan, Michael Caine, Sean Connery, Gene Hackman, Laurence Olivier, Robert Redford ou Maximilian Schell. L'année suivante, il tient le rôle principal du thriller fantastique Audrey Rose ainsi que celui du marionnettiste schizophrène dans Magic en 1979 où il retrouve Attenborough pour la troisième fois.

#### Années 1980
À la télévision, il endosse le rôle controversé d'Adolf Hitler dans le téléfilm de CBS, Le Bunker (The Bunker, 1981) qui retrace les derniers jours du Führer, et pour lequel Hopkins remporte un second Emmy Award. La même année, il obtient le rôle-titre dans l'épisode Othello de la série d'anthologie BBC Television Shakespeare, ainsi que celui de Paul de Tarse dans Peter and Paul (en) et de Quasimodo dans The Hunchback of Notre Dame. En 1985, il participe à l'adaptation de la vie du Duce sur HBO, La Chute de Mussolini (Mussolini and I), dans le rôle de son gendre Galeazzo Ciano, artisan de sa chute, qui vaut à Hopkins le CableACE Award du meilleur acteur.
En 1980, Hopkins apparaît dans le film de David Lynch, Elephant Man (The Elephant Man) dans le rôle du Dr Frederick Treves, qui tente d'aider l'« homme-éléphant » interprété par John Hurt. Hopkins partage l'affiche avec Mel Gibson en 1984 dans Le Bounty (The Bounty), où le personnage de Gibson organise une mutinerie contre son supérieur, le lieutenant William Bligh. Laurence Olivier y retrouve son protégé puisqu'il interprète l'amiral Alexander Hood, juré de la cour martiale qui accuse Bligh d'avoir abandonné son navire. En 1986, Hopkins retrouve Anne Bancroft dans l'adaptation des mémoires épistolaires de Helene Hanff, 84 Charing Cross Road où Bancroft remporte le British Academy Film Award de la meilleure actrice.
L'année suivante, en raison de la notoriété respectable qu'il s'est construite, Anthony Hopkins est fait commandeur de l'ordre de l'Empire britannique, ce qui lui donne le droit d'utiliser les lettres post-nominales « CBE » et de porter le ruban de l'ordre pour les cérémonies officielles.

#### Années 1990

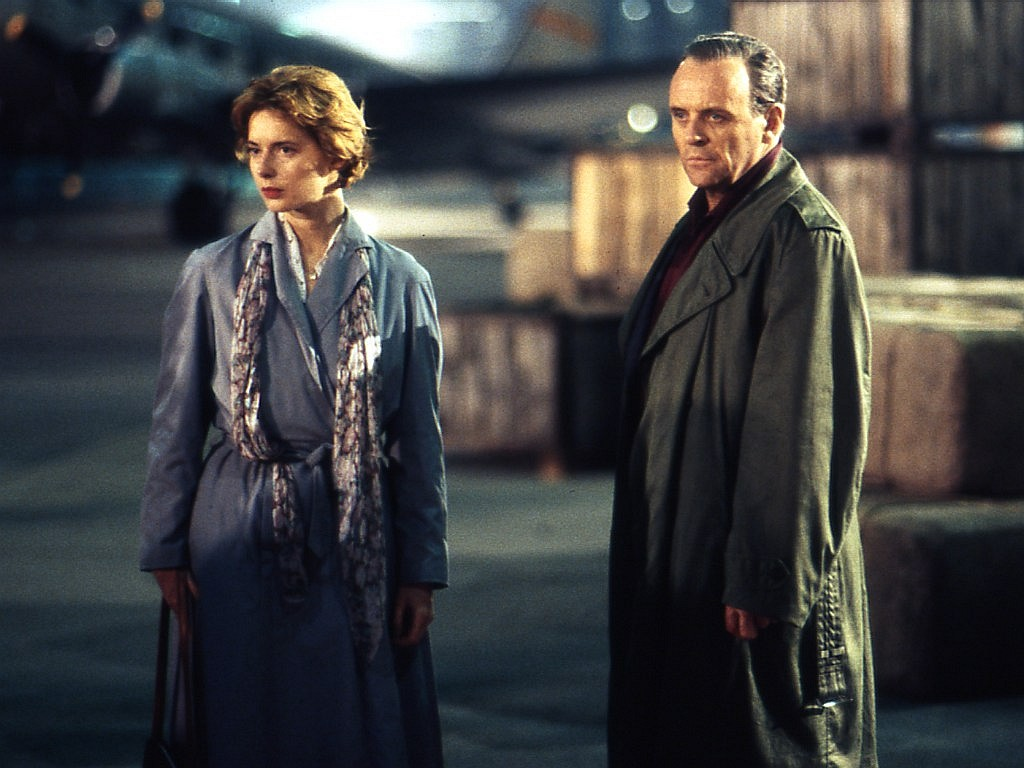
Isabella Rossellini et Anthony Hopkins à Berlin sur le tournage de L'Innocent (1993).

En 1991 arrive la consécration. Hopkins interprète le tueur en série cannibale, le Dr Hannibal Lecter, dans la fidèle adaptation cinématographique du roman de Thomas Harris, Le Silence des agneaux (The Silence of the Lambs). Avec un total de seize minutes à l'écran sur un film de deux heures, Hopkins remporte plusieurs récompenses, dont le BAFTA Award et l'Oscar du meilleur acteur, un record pour l'Academy of Motion Picture Arts and Sciences qui décerne les Oscars,,,,. Le film est un succès public et critique, beaucoup de commentateurs célébrant la qualité de l'adaptation et les interprétations des acteurs. Le film remporte les « cinq Oscars majeurs » au cours de la 64e cérémonie des Oscars de 1992 – meilleur film, meilleur réalisateur, meilleur acteur, meilleure actrice et meilleur scénario – ce qui n'était pas arrivé depuis 1975. Le film rapporte plus de 270 millions de dollars au box office mondial pour un budget de 22 millions, avec plus de trois millions d'entrées en France. À la suite du film, Hopkins devient l'un des acteurs britanniques les plus recherchés du cinéma.
La même année, il participe à la restauration du film Spartacus (1960) de Stanley Kubrick. Il double les scènes coupées de la version de 1967 – la bande son est perdue par la suite – de Laurence Olivier (mort en 1989), et notamment dans une scène en particulier où Crassus (Olivier) tente de séduire son esclave Antoninus, interprété par Tony Curtis, qui double son propre personnage.
En 1992, il travaille pour la première fois avec James Ivory pour Retour à Howards End (Howards End), adapté du roman d'E. M. Forster. Il tourne face à Vanessa Redgrave, Helena Bonham Carter et Emma Thompson, qui remporte l'Oscar de la meilleure actrice en 1993. Il collabore à nouveau avec Ivory et Thompson l'année suivante dans Les Vestiges du jour (The Remains of the Day), adapté de Kazuo Ishiguro. Les deux films se déroulent dans l'Angleterre du début du XXe siècle, et Hopkins y joue alternativement un aristocrate et un majordome, tous deux motivés par la perfection. Pour Les Vestiges du jour, il remporte plusieurs prix et est nommé pour l'Oscar, le Golden Globe et le BAFTA du meilleur acteur. Toujours en 1992, il participe à l'adaptation de Francis Ford Coppola de l'histoire de Bram Stoker, Dracula, où il joue face à Gary Oldman le professeur Van Helsing, rôle qui lui vaut une nomination au Saturn Award du meilleur acteur[réf. nécessaire]. Hopkins remplace le prétendant au rôle, Liam Neeson, après son succès aux Oscars. La même année, il apparaît dans le biopic d'Attenborough sur la vie de Charlie Chaplin, Chaplin, avec Robert Downey Jr. dans le rôle-titre.
Par la suite, Hopkins reste cantonné un moment aux films biographiques. Dans Les Ombres du cœur (Shadowlands, 1993) de Richard Attenborough, il interprète l'écrivain irlandais C. S. Lewis, auteur du Monde de Narnia, rôle pour lequel il remporte pour la deuxième fois le British Academy Film Award du meilleur acteur. Il endosse ensuite les rôles de John Harvey Kellogg (Aux bons soins du docteur Kellogg), Richard Nixon (Nixon), Pablo Picasso (Surviving Picasso) ou John Quincy Adams (Amistad). Il est nommé, pour ses rôles dans Nixon et Amistad, à plusieurs récompenses majeures, dont les Oscars, les Golden Globes et les Screen Actors Guild Awards.
En 1993, Hopkins est anobli, nommé au rang de Knight Bachelor par la reine Élisabeth II au cours de la promotion du Nouvel an (The Queen's New Year's Honours) en reconnaissance de son travail au service du cinéma britannique. Cette nomination lui vaut le titre de « Sir Anthony Hopkins », appellation qu'il est autorisé à conserver même après avoir été naturalisé américain en 2000.
Il partage l'affiche de Légendes d'automne (Legends of the Fall, 1994) avec Brad Pitt et Aidan Quinn avant de passer derrière la caméra en 1996 pour l'adaptation libre de la pièce Oncle Vania (1897) de Tchekhov avec le film August (en). Transposé au pays de Galles, le film met en scène Hopkins dans le rôle d'Ieuan Davies face à Rhys Ifans, un autre acteur gallois. Le film remporte le BAFTA Cymru Award du meilleur film en anglais. En 1998, il interprète un Zorro déclinant dans le blockbuster Le Masque de Zorro (The Mask of Zorro) avec Antonio Banderas dans le rôle de son successeur. Plusieurs rumeurs disent que l'acteur aurait remplacé Sean Connery qui aurait refusé le rôle, mais en 2020 le réalisateur Martin Campbell dément cette légende. La même année, il retrouve Brad Pitt pour le drame fantastique Rencontre avec Joe Black (Meet Joe Black). En 1998, il est l'acteur britannique le mieux payé du monde du spectacle. Il accepte de reprendre son rôle de Hannibal Lecter pour quinze millions de dollars. Puis en 1999, il joue le rôle de Titus Andronicus dans l'adaptation Titus de la pièce de Shakespeare.

#### Années 2000

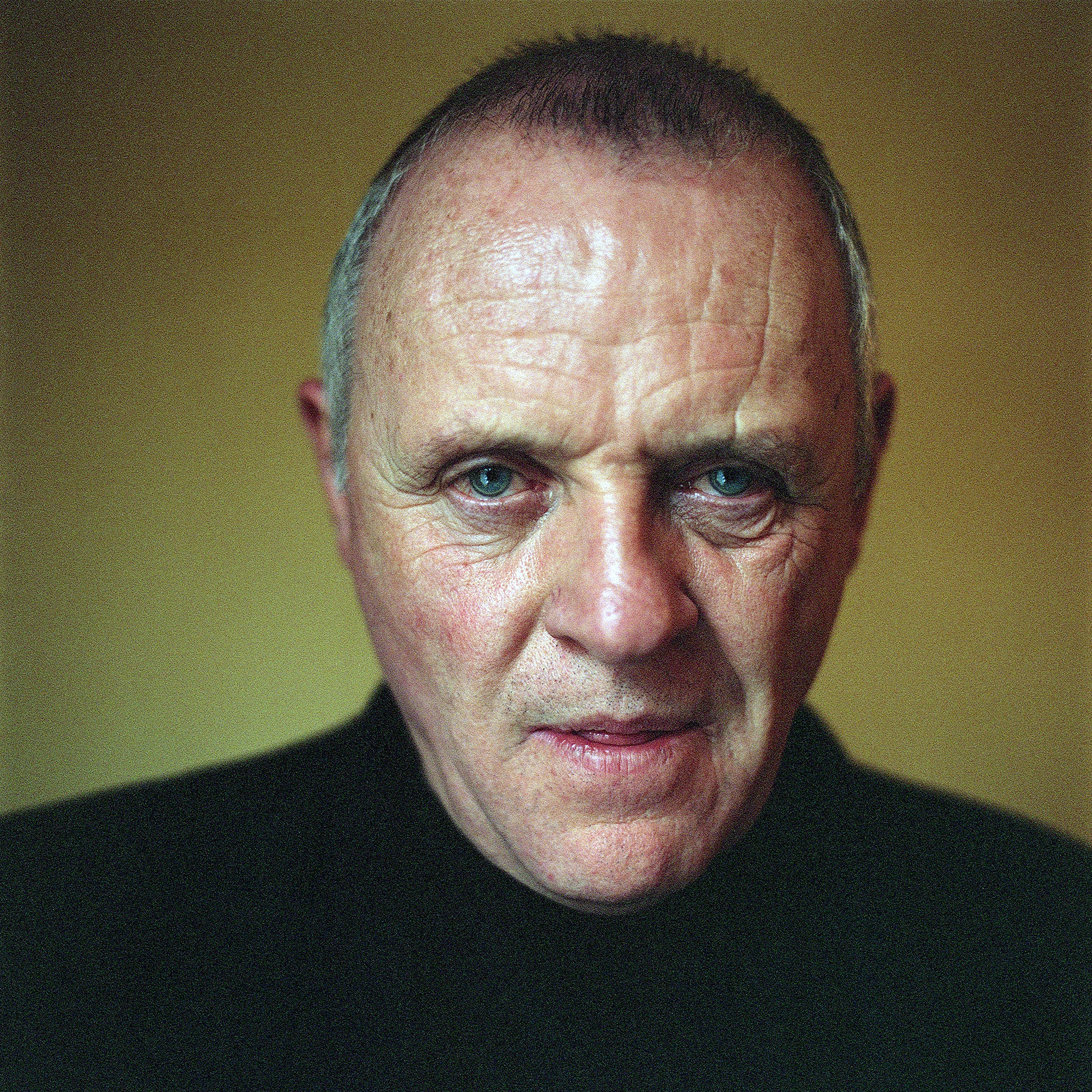
Anthony Hopkins photographié par Oliver Mark, Berlin 2001

En 2000, il tient le rôle du directeur Swanbeck dans le film Mission impossible 2 de John Woo, deuxième volet de la franchise d'action espionnage Mission impossible mettant en scène Tom Cruise.
En 2001, il reprend son emblématique rôle du Dr Hannibal Lecter dans le film Hannibal, cette fois-ci dirigé par Ridley Scott. Ce deuxième volet qui adapte le roman homonyme de Thomas Harris est notamment marqué par le remplacement de l'actrice Jodie Foster par Julianne Moore dans le rôle de Clarice Starling. La même année, il joue dans Cœurs perdus en Atlantide (Hearts in Atlantis) de Scott Hicks, d'après le recueil de Stephen King. Il tient le rôle d'un homme possédant des facultés psychiques qui rencontre un jeune garçon.
En 2002, il partage avec Chris Rock l'affiche de la comédie d'action Bad Company de Joel Schumacher. Il reprend également pour la dernière fois son rôle du Dr Hannibal Lecter dans Dragon rouge de Brett Ratner.
En 2003, il tient le rôle principal du drame La Couleur du mensonge (The Human Stain) de Robert Benton d'après le roman de Philip Roth. L'acteur tient le rôle d'un professeur qui va voir un écrivain, joué par Gary Sinise, pour lui raconter sa débâcle après avoir tenu des propos racistes envers deux étudiants, lui causant notamment la perte de son poste.
En 2004, Anthony Hopkins participe au film épique Alexandre d'Oliver Stone, d'après la vie d'Alexandre le Grand joué ici par Colin Farrell. Il tient le rôle de Ptolémée Ier.
En 2005, Anthony Hopkins joue dans le drame Proof de John Madden, adaptation de la pièce de théâtre La Preuve de David Auburn. Dans ce film, l'acteur incarne un mathématicien dont le décès marque sa fille, incarnée par Gwyneth Paltrow, qui décide alors de continuer ses recherches. La même année, il incarne une des légendes des motards, le rôle titre du film Burt Munro (The World's Fastest Indian) de Roger Donaldson.
En 2006, l'acteur participe au huis clos choral Bobby d'Emilio Estevez, centré sur les clients et le personnel de l'hôtel Ambassador, quelques heures avant l'assassinat du sénateur Robert « Bobby » Kennedy dans ce même lieu. La même année, il incarne un juge dans le film Les Fous du roi de Steven Zaillian, d'après le roman du même nom de Robert Penn Warren qui remporte le Prix Pulitzer. Le film montre la montée et la chute d'un gouverneur Sud des États-Unis incarné par Sean Penn et inspiré par Huey Long.
En 2007, il incarne dans La Faille, film de Gregory Hoblit, le personnage d’un meurtrier cynique ayant échafaudé le plan machiavélique d’un crime parfait. Il est aussi choisi pour intégrer le casting du film Sexy Devil, aux côtés de Alec Baldwin, Jennifer Love Hewitt, Kim Cattrall et Dan Aykroyd, qui sort en 2007 sur les écrans.

#### Années 2010-2020

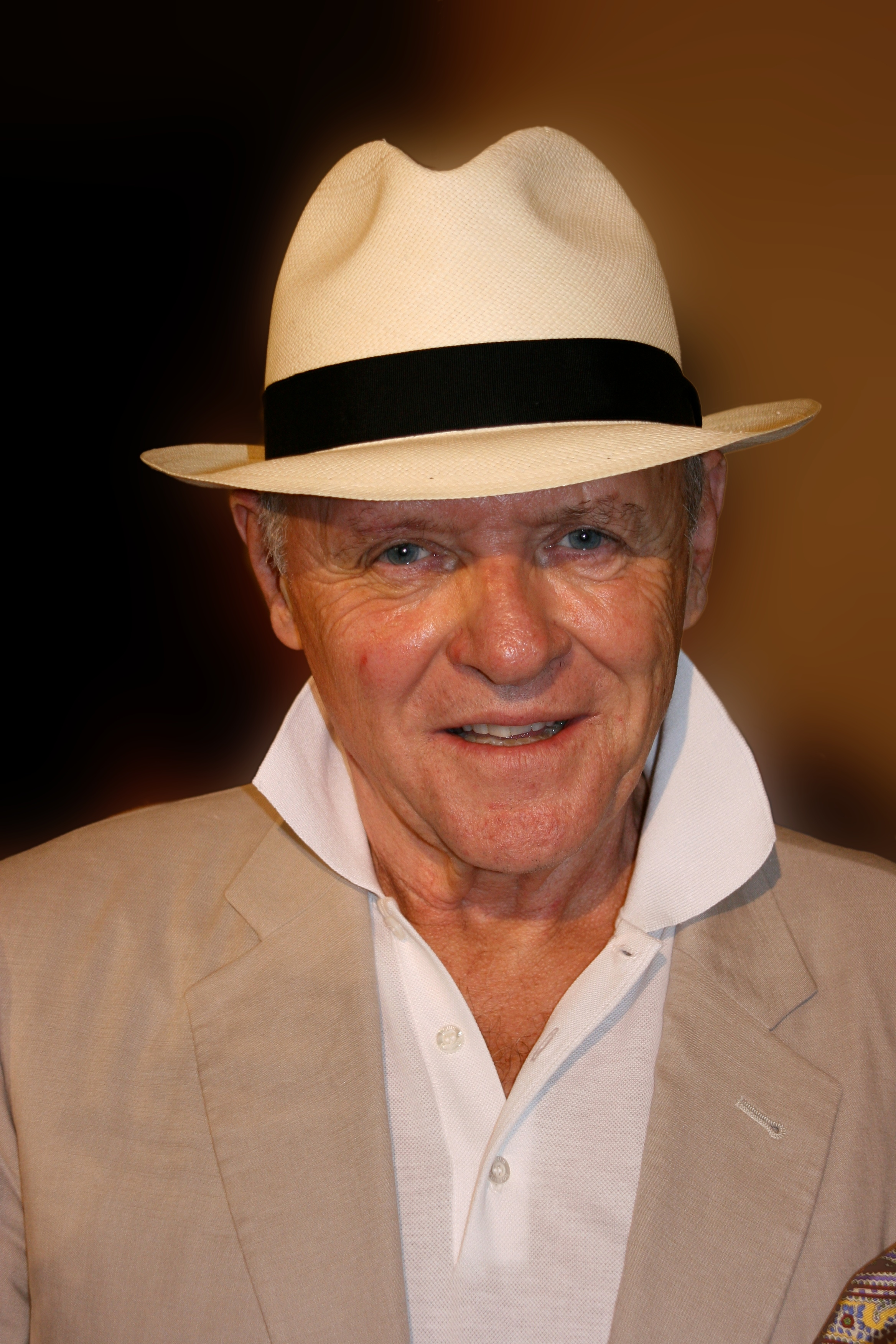
Hopkins au festival du soleil de Toscane en 2009.

Anthony Hopkins entame la décennie en participant au film d'horreur Wolfman de Joe Johnston, relecture du film Le Loup-garou de George Waggner sorti en 1941. Situé en 1891 dans une ville de Londres victorienne, le film met en scène Benicio del Toro dans le rôle du lycanthrope, tandis qu'Hopkins tient le rôle de son père. Important échec au box office, avec un résultat mondial de 142 000 000 $ pour un budget de 150 000 000 $, le film peine également à convaincre les critiques,. La même année, il tient également l'un des principaux rôles de l'habituelle large distribution du cinéaste Woody Allen, qui le fait tourner dans Vous allez rencontrer un bel et sombre inconnu.
En 2011, Anthony Hopkins retrouve un nouveau rôle inquiétant dans le film d'horreur Le Rite du suèdois Mikael Håfström. Le film s'inspire du livre The Rite: The Making of a Modern Exorcist du journaliste Matt Baglio, chronique de la rencontre de ce dernier avec un prêtre chargé de devenir un exorciste. L'acteur Colin O'Donoghue joue un personnage librement inspiré de ce dernier, tandis qu'Hopkins joue un exorciste, le père Lucas. Quelques mois plus tard, on retrouve l'acteur dans le film Thor de Kenneth Branagh, quatrième film de l'univers cinématographique Marvel. L'acteur y tient le rôle du dieu nordique Odin, père de Thor et père adoptif de Loki, respectivement joués par Chris Hemsworth et Tom Hiddleston,. Le film prenant une tournure shakespearienne en mettant en avant la relation père et fils, l'acteur fait un parallèle avec la relation qu'il a eue avec son propre père :

« Je suis très intéressé par cette relation entre pères et fils […] La relation entre mon père et moi était froide. C'était un personnage au sang chaud mais avec moi, il était froid. Quand j'étais jeune, il exprimait sa déception parce que j'étais mauvais à l'école […]. Il ne voulait pas faire de mal, mais je sentais que je ne pourrais jamais répondre à ses attentes […] [Odin] C'est un homme sévère. C'est un homme avec un but. Je joue le dieu qui bannit son fils du royaume d'Asgard parce qu'il a merdé. C'est un jeune homme impétueux et capricieux […] mais je décide qu'il n'est pas vraiment prêt à gouverner le futur royaume, alors je le bannis. Je suis dur et ma femme se plaint et je dis : « C'est pourquoi je suis roi. ». Il est impitoyable, à prendre ou à laisser. Les femmes sont beaucoup plus indulgentes ; les hommes ne sont pas si indulgents. Je sais que dans ma vie, mon karma est : « Si vous n'aimez pas ça, difficile, passez à autre chose. » Et je passe à autre chose. Je suis un peu comme Odin moi-même,,,. »

Enfin, il fait également partie de la large distribution internationale du film 360 de Fernando Meirelles, d'après la pièce La Ronde d'Arthur Schnitzler.
L'année suivante, Hopkins prête ses traits au géant du cinéma Alfred Hitchcock, dans le film sobrement intitulé Hitchcock, de Sacha Gervasi. Le film puise dans le roman Alfred Hitchcock and the Making of Psycho (en) de Stephen Rebello (en) paru en 1990, qui narre la production du film Psychose sorti en 1960. Le film met également en scène d'autres personnes réputées, comme Helen Mirren dans le rôle d'Alma Reville, la femme d'Hitchcock, ou encore Scarlett Johansson dans le rôle de l'actrice Janet Leigh. Refusant de prendre du poids pour se glisser dans la peau du cinéaste, Anthony Hopkins a dû porter des prothèses ,. Après avoir déclaré au magazine Le Figaro que son film préféré du cinéaste était Fenêtre sur cour, il explique ce que représente son cinéma :

« Celui d'un superbe maître absolu et pas seulement du suspense. Innovateur quant à la forme et dans l'utilisation de la caméra mais également dans ses rapports avec les acteurs. Il n'aimait pas les adeptes de la méthode Actors Studio et se targuait, avec raison, que sa caméra disait la stricte vérité. À l'instar d'Orson Welles, il a brisé toutes les règles et pris des risques comme seuls les génies ont le courage de le faire. »

Quand IndieWire lui demande parmi les réalisateurs avec lesquels il a travaillé, quels sont ceux qui pourraient avoir un certain lien avec Hitchcock :

« Jonathan Demme. Jonathan Demme est un monteur très pointu pour ses films. Sur Le Silence des agneaux, il m'a donné ce qu'il voulait voir […] Je savais qu'il se passait quelque chose d'important. Je pense qu'Oliver Stone est pareil, même si Oliver Stone fait des films beaucoup plus compliqués,. »

En 2013, il reprend le rôle d'Odin dans Thor : Le Monde des ténèbres, mais cette fois-ci devant la caméra d'Alan Taylor. La même année, il est avec Catherine Zeta-Jones un des ajouts notables de la comédie d'action « sénior » Red 2, qui met de nouveau en scène dans les principaux rôles Bruce Willis, Mary-Louise Parker, Helen Mirren et John Malkovich, comme dans le premier premier volet sorti en 2010. L'acteur y joue un scientifique et expert en armes retenu en détention, qui doit être sauvé par le groupe. Le magazine Variety explique que le personnage pourrait être la rencontre entre Hannibal Lecter et le mathématicien John Nash. Pour ce qui est du film, ce dernier reçoit des critiques mitigées dans son ensemble,,.
En 2014, l'acteur prend part à l'épopée biblique Noé de Darren Aronofsky. Il joue le rôle de Mathusalem, le grand-père de Noé incarné par l'acteur Russell Crowe. Le reste de la distribution comprend de nombreux comédiens, dont Jennifer Connelly, Emma Watson, Ray Winstone, Logan Lerman ou encore Douglas Booth. Sujet à de nombreuses controverses à travers le monde, le film devient malgré tout un important succès commercial, récoltant plus de 359 000 000 $ au box office mondial,,,,,.
Grâce notamment à la réussite de séries comme True Detective ou House of Cards, la télévision devient plus attractives pour les acteurs populaires du grand écran au cours des années 2010,. Ainsi, au milieu de cette décennie, il n'est plus surprenant de voir un acteur comme Hopkins être au générique d'une série, comme c'est le cas en 2014 lorsque celui-ci est annoncé pour participer au pilote du futur projet Westworld, produit par J.J Abrams pour la chaîne HBO. Dans cette adaptation du film Mondwest de 1973, écrit et réalisé par l'écrivain Michael Crichton, l'acteur tient ici son premier rôle régulier à la télévision, à savoir celui de l'inventeur de plusieurs parcs d'attraction peuplés d'androïdes, celui représentant l'Ouest américain étant celui mis en scène dans la série. L'aventure de ce projet ambitieux qui espère atteindre les cinq saisons, débute en octobre 2016, avec à son bord d'autres noms bien connus, comme Evan Rachel Wood, Ed Harris, Jeffrey Wright, Thandiwe Newton ou encore James Marsden,. La première saison reçoit de très bonnes critiques et son rôle est remarqué,,. L'acteur reprend son rôle du Dr Robert Ford en 2018 pour les besoins de la deuxième saison de la série, qui sera sa dernière. Quant à la série, elle est abruptement annulée en novembre 2022, au bout de quatre saisons.
Parallèlement, il joue en 2015 le rôle de Freddy Heineken (en) dans le film Kidnapping Mr. Heineken de Daniel Alfredson, qui s'inspire d'un fait réel. La même année, il apparait dans le thriller policier Prémonitions de Afonso Poyart, suite avortée du film de Seven de David Fincher. Le film met en scène l'acteur britannique dans la peau d'un médium qui vient en aide à la police afin d'appréhender un tueur en série incarné par Colin Farrell. Enfin, il apparait dans le thriller Viens avec moi (Blackway) de Daniel Alfredson, d'après le roman Go with Me (en) de Castle Freeman, Jr..
En 2016, il joue dans le thriller Manipulations, première réalisation de Shintaro Shimosawa, dans lequel il partage l'affiche avec Josh Duhamel et Al Pacino.
L'acteur reprend pour la troisième et dernière fois le rôle d'Odin pour les besoins du film Thor: Ragnarok sorti en 2017, avec derrière la caméra le néo-zélandais Taika Waititi. Si son rôle est maigre, ce n'est pas le cas du résultat du film au box office, qui récolte plus de 853 000 000 $ dans le monde, dépassant largement les deux premiers volets de la trilogie. La même année, Anthony Hopkins participe également à une autre grosse production, Transformers: The Last Knight de Michael Bay. Dans ce cinquième volet de la franchise Transformers, qui est également le second porté par Mark Wahlberg, Anthony Hopkins joue le rôle d'un historien gardien du lore de la race extraterrestre robotique,. Plombé par les critiques, le film dépasse légèrement les 600 000 000 $ au box office mondial, n'arrivant pas à atteindre le milliard comme ces deux prédécesseurs,,. Enfin, il joue également un baron de la drogue dans le film d'action No Way Out (Collide) d'Eran Creevy (en), avec Nicholas Hoult et Felicity Jones dans les principaux rôles.
S'il se fait ensuite plus rare, deux rôles sont remarqués. L'acteur est dans un premier temps annoncé en septembre 2017 dans l'adaptation cinématographique de la pièce The Pope, créée la même année par Anthony McCarten qui écrit également le scénario du film,. Dans cette réalisation sortie en 2019 qui marque ses retrouvailles avec le Brésilien Fernando Meirelles, Anthony Hopkins a une fois de plus la lourde tâche d'interpréter une figure historique, à savoir le pape Benoît XVI,. Il y est opposé à son compatriote britannique Jonathan Pryce, qui joue le cardinal Jorge Mario Bergoglio, qui deviendra le futur pape François,. En effet, l'intrigue tourne autour de l'invitation donnée par Benoît XVI à son futur successeur, ce premier lui annonçant son souhait de démissionner, ce qui engendre de profondes discussions entre les deux hommes sur leurs visions du monde,. Sa prestation lui vaut d'être nommé dans la catégorie du meilleur acteur dans un second rôle dans plusieurs cérémonies, dont aux Oscars, aux Golden Globes ou encore aux BAFA,. Il apparait également dans Now Is Everything (en) de Valentina De Amicis et Riccardo Federico Spinotti.
Puis, en 2021, il tient le premier rôle du film The Father du Français Florian Zeller qui adapte à l'écran sa propre pièce de théatre. Dans ce quasi-huis clos labyrinthique, l'acteur, qui a dépassé les 80 ans, incarne un homme déboussolé, n'arrivant plus à mettre en ordre sa mémoire. Pour le choix de l'acteur, Zeller qui réalise ici son premier film déclare : « Mon rêve s’est tout de suite cristallisé sur Anthony Hopkins. Au-delà de l’admiration que je lui porte, il allait y avoir quelque chose de déstabilisant à voir celui qui a beaucoup joué des personnages dans le contrôle… perdre peu à peu ce contrôle. Soit exactement l’expérience que je souhaitais proposer aux spectateurs : perdre étape par étape quelqu’un qui nous est familier. ». Le film croule sous les récompenses, de même qu'Hopkins qui otient notamment l'Oscar du meilleur acteur,. Il déclarera que The Father aura été "la meilleure chose qui me soit arrivée dans ma vie professionnelle".
En avril 2021, Stephen Colbert déclare dans son émission du Late Show consacrée à The Father que la performance d'Anthony Hopkins dans ce film est "probablement la plus grande performance de tous les temps".
La même année, il joue dans Elyse (en), première réalisation de sa femme Stella Hopkins.
En 2021, il apparait dans le thriller Le Virtuose de Nick Stagliano (en), dans lequel il joue un vieil assassin dont le disciple, joué par Anson Mount, doit honorer la dette de son mentor. Il apparait également dans Where Are You (en) de Valentina De Amicis et Riccardo Spinotti ainsi que dans Zero Contact (en) de Rick Dugdale (en),.
En 2022, il apparait dans un rôle secondaire dans le drame Armageddon Time de James Gray, récit initiatique porté par Banks Repeta et inspiré par l'enfance du réalisateur. Hopkins tient le rôle du grand-père du personnage, les parents de ce dernier étant incarnés par Jeremy Strong et Anne Hathaway. Il retrouve également Florian Zeller dans le film The Son, une nouvelle fois adapté d'une de ses propres pièces. Contrairement à leur précédente collaboration, l'acteur tient ici un petit rôle, celui du père d'Hugh Jackman, écrit spécialement pour lui.
Fin 2023, l'acteur joue dans le space opera Rebel Moon - Partie 1 : Enfant du feu de Zack Snyder, dans lequel il prête sa voix à un robot nommé Jimmy.
Anthony Hopkins apparait dans le drame Une vie de James Hawes (en), dans lequel il incarne Nicholas Winton, célèbre pour avoir sauvé 669 enfants juifs tchécoslovaques d'un destin fatal avant le déclenchement de la Seconde Guerre mondiale. Le film est projeté pour la première fois en septembre 2023 durant le Festival international du film de Toronto, puis sort le 21 février 2024 en France et le 1er janvier 2024 au Royaume-Uni.
Anthony Hopkins prête ses traits au célèbre psychanalyste Sigmund Freud dans le film Freud, la dernière confession de Mark St. Germain (en). Le film traite de la discussion entre Freud et l'écrivain C.S. Lewis, incarné par Matthew Goode, au sujet de Dieu.

### Vie privée
Hopkins réside à Malibu, dans le comté de Los Angeles, depuis 1998 ; il y avait déjà habité en 1974 avant de revenir à Londres dans les années 1980. Il décide cependant de retourner aux États-Unis après son succès au cinéma américain depuis le début des années 1990. Il est naturalisé américain le 12 avril 2000, tout en conservant sa nationalité britannique,.
Il a été marié trois fois :
- avec Petronella Barker de 1966 à 1972 ;
- avec Jennifer Lynton de 1973 de 2002 ;
- avec Stella Arroyave depuis 2003.

Il a une fille de son premier mariage, Abigail Hopkins (née en 1968), devenue actrice et chanteuse.
Anthony Hopkins est très engagé dans le caritatif. Il devient notamment président du National Trust's Snowdonia Appeal qui lève des fonds pour la préservation du parc national de Snowdonia, et auquel il a donné en 1998 un million de livres (environ 1 160 000 €),. En 1995, il avait déjà écrit et publié Anthony Hopkins' Snowdonia.
Il a arrêté de fumer en utilisant la méthode d'Allen Carr. En 2008, il se lance dans un programme de perte de poids et, en 2010, perd 80 livres (36 kg).
En 2017, il indique avoir été diagnostiqué autiste Asperger. En 2025, sa maison de Pacific Palisade est détruite lors des incendies qui ravagent alors la Californie.

## Popularité et jeu d'acteur
Anthony Hopkins est largement connu pour ses rôles de méchant, à commencer par Hannibal Lecter dans trois adaptations des romans de Thomas Harris, Le Silence des agneaux (1991), Hannibal (2001) et Dragon rouge (2002). Il a aussi, sous la direction de James Ivory ou Richard Attenborough et notamment dans Les Vestiges du jour ou Les Ombres du cœur, interprété des personnages britanniques guindés et tout en retenue.
Enfin, il est réputé pour sa capacité à se fondre dans ses personnages, ce qui en fait un acteur de choix pour les films biographiques. Il a par exemple interprété les rôles de personnages historiques comme David Lloyd George, Charles Dickens, Georges Danton, Adolf Hitler, Yitzhak Rabin, Paul de Tarse, Ptolémée, Galeazzo Ciano, Guy Burgess, Pablo Picasso, Richard Nixon, John Quincy Adams, Burt Munro, Richard Cœur de Lion, le Dr Treves, Alfred Hitchcock , etc. 
Pour son interprétation du docteur Lecter, il ajoute au personnage de subtiles caractéristiques qui n'étaient pas forcément mentionnées par l'auteur, mais qui ont marqué les commentateurs. Ces derniers ont notamment retenu le fait qu'il ne clignait jamais des yeux lorsqu'il parlait. Sa façon de parler et sa voix moqueuse et nasillarde, adaptation de celle décrite dans les romans, ont aussi été remarquées, en particulier sa déformation du mot « Chianti » ou l'infâme bruit qu'il fait lorsqu'il explique ce qu'il est advenu de son recenseur : « J'ai été interrogé par un employé du recensement. J'ai dégusté son foie avec des fèves au beurre, et un excellent chianti ». L'actrice Jodie Foster, interprète de Clarice Starling dans Le Silence des agneaux, dit avoir été troublée par la façon dont le personnage de Hopkins se moquait de son accent de Virginie.

## Théâtre

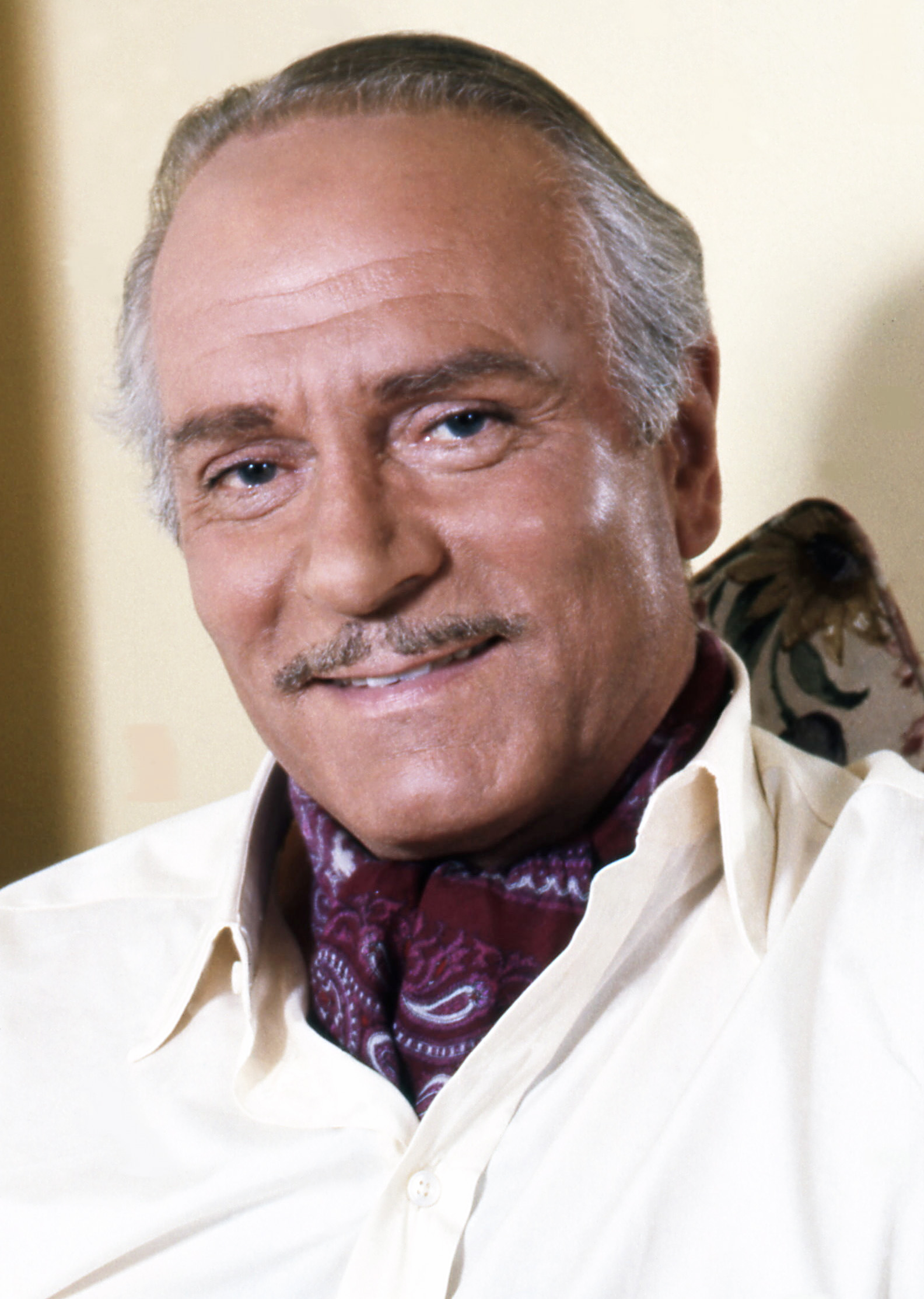
Laurence Olivier (ici en 1972) a repéré Hopkins au en en 1965, et lui propose de travailler avec lui.

Note : sauf mention contraire, les informations ci-dessous sont issues de section Stage Appearances de la biographie d'Anthony Hopkins sur Film Reference.
- 1960 : Have a Cigarette – Palace Theatre (Swansea)[3]
- 1960 : The Quare Fellow : l'avare – Library Theatre (Manchester)
- 1963 : Major Barbara de George Bernard Shaw – Phoenix Theatre (Leicester)
- 1964 : Jules César (Julius Caesar) : Metellus Cimber – Royal Court Theatre (Londres)
- 1966 : Junon et le Paon (Juno and the Paycock) – National Theatre Company, Old Vic Theatre (Londres)
- 1966 : La Puce à l'oreille (A Flea in Her Ear) : Étienne Plucheaux – National Theatre Company, Old Vic Theatre
- 1966 : A Provincial Life d'Anton Tchekhov : Boris Ivanov Blagovo – Royal Court Theatre
- 1966 : Dance of Death : Captain Edgar – National Theatre Company, Old Vic Theatre
- 1966 : Les Trois Sœurs (The Three Sisters) : Captain Edgar – National Theatre Company, Old Vic Theatre
- 1966 : Comme il vous plaira (As You Like it) : Audrey – National Theatre Company, Old Vic Theatre
- 1971 : L'Architecte et l'Empereur d'Assyrie (The Architect and the Emperor of Assyria) : l'empereur – National Theatre Company, Old Vic Theatre
- 1971 : Une femme tuée par la douceur (A Woman Killed with Kindness) : John Frankford – National Theatre Company, Old Vic Theatre
- 1971 : Coriolan (Coriolanus) : Caius Marcius Coriolanus – National Theatre Company, Old Vic Theatre
- 1972 : Macbeth : Macbeth – National Theatre Company, Old Vic Theatre
- 1972 : La Mégère apprivoisée (The Taming of the Shrew) : Petruchio – Chichester Festival Theatre (Chichester)
- 1974 : Equus : Dr Martin Dysart – Plymouth Theatre, Broadway (New York) puis 1977 : Huntington Hartford Theatre (Los Angeles)
- 1979 : La Tempête (The Tempest) : Prospero – Mark Taper Forum (Los Angeles)
- 1981 : The Arcata Promise : Theo Gunge
- 1983 : C'était hier (Old Times) : Deeley – Roundabout Theatre (New York)
- 1985 : The Lonely Road : Julian Fichtner – Old Vic Theatre
- 1985 : Pravda : Lambert Le Roux – Royal National Theatre (Londres)
- 1986 : Le Roi Lear (King Lear) : Lear – National Theatre
- 1987 : Antoine et Cléopâtre (Antony and Cleopatra) : Antoine – National Theatre
- 1989 : M. Butterfly : Rene Gallimard – Shaftesbury Theatre (Londres)

## Filmographie
Sauf indication contraire, les informations mentionnées dans cette section peuvent être confirmées par les bases de données cinématographiques  présentes dans la section « Liens externes ».

### Acteur

#### Cinéma

##### Années 1960-1970
- 1967 : The White Bus de Lindsay Anderson : Brechtian
- 1968 : Le Lion en hiver (The Lion in Winter) d'Anthony Harvey : Richard Cœur de Lion
- 1969 : Hamlet de Tony Richardson : Claudius
- 1970 : Le Miroir aux espions (The Looking Glass War) de Frank Pierson : John Avery
- 1971 : Commando pour un homme seul (When Eight Bells Toll) d'Étienne Périer : Philip Calvert
- 1972 : Les Griffes du lion (Young Winston) de Richard Attenborough : David Lloyd George
- 1972 : War and Peace (série télévisée) : Pierre Bézoukhov
- 1973 : Maison de poupée (A Doll's House) de Patrick Garland : Torvald Helmer
- 1974 : Terreur sur le Britannic (Juggernaut) de Richard Lester : John McLeod
- 1974 : La Fille de la rue Petrovka (en) (The Girl from Petrovka) de Robert Ellis Miller : Kostya
- 1977 : Un pont trop loin (A Bridge Too Far) de Richard Attenborough : lieutenant-colonel John Frost
- 1977 : Audrey Rose de Robert Wise : Elliot Hoover
- 1978 : Sarah (International Velvet) de Bryan Forbes : capitaine Johnson
- 1978 : Magic de Richard Attenborough : Corky Withers/Fats (voix)

##### Années 1980
- 1980 : Elephant Man (The Elephant Man) de David Lynch : Dr Frederick Treves
- 1980 : Changement de saisons (A Change of Seasons) de Richard Lang : Adam Evans
- 1984 : Le Bounty (The Bounty) de Roger Donaldson : Lieutenant William Bligh
- 1985 : The Good Father de Mike Newell : Bill Hooper
- 1986 : 84 Charing Cross Road de David Jones : Frank Doel (en)
- 1988 : Le Dixième Homme (The Tenth Man) de Jack Gold, téléfilm : Jean-Louis Chavel
- 1988 : The Dawning (en) de Robert Knights (en)
- 1989 : A Chorus of Disapproval de Michael Winner

##### Années 1990
- 1990 : La Maison des otages (Desperate Hours) de Michael Cimino : Tim Cornell
- 1991 : Le Silence des agneaux (The Silence of the Lambs) de Jonathan Demme : Dr Hannibal Lecter
- 1992 : Freejack de Geoff Murphy : McCandless
- 1992 : Spotswood de Mark Joffe : Errol Wallace
- 1992 : Retour à Howards End (Howards End) de James Ivory : Henry J. Wilcox
- 1992 : Dracula (Bram Stoker's Dracula) de Francis Ford Coppola : Abraham Van Helsing
- 1992 : Chaplin de Richard Attenborough : George Hayden
- 1993 : The Trial (en) de David Hugh Jones : Prêtre
- 1993 : L'Innocent (The Innocent) de John Schlesinger : Glass
- 1993 : Les Vestiges du jour (The Remains of the Day) de James Ivory : James Stevens
- 1993 : Les Ombres du cœur (Shadowlands) de Richard Attenborough : C. S. Lewis
- 1994 : Aux bons soins du docteur Kellogg (The Road to Wellville) d'Alan Parker : John Harvey Kellogg
- 1994 : A Century of Cinema de Caroline Thomas (documentaire) : Lui-même
- 1994 : Légendes d'automne (Legends of the Fall) d'Edward Zwick : Colonel William Ludlow
- 1995 : Nixon d'Oliver Stone : Richard Nixon
- 1996 : August (en) d'Anthony Hopkins : Ieuan Davies
- 1996 : Surviving Picasso de James Ivory : Pablo Picasso
- 1997 : À couteaux tirés (The Edge) de Lee Tamahori : Charles Morse
- 1997 : Amistad de Steven Spielberg : John Quincy Adams
- 1998 : Le Masque de Zorro (The Mask of Zorro) de Martin Campbell : Don Diego de la Vega / Zorro
- 1998 : Rencontre avec Joe Black (Meet Joe Black) de Martin Brest : William Parrish
- 1998 : Instinct de Jon Turteltaub : Ethan Powell
- 1999 : Titus de Julie Taymor : Titus Andronicus

##### Années 2000
- 2000 : Mission impossible 2 (Mission: Impossible 2) de John Woo : Directeur Swanbeck (non crédité)
- 2001 : Hannibal de Ridley Scott : Dr Hannibal Lecter
- 2001 : Cœurs perdus en Atlantide (Hearts in Atlantis) de Scott Hicks : Ted Brautigan
- 2002 : Bad Company de Joel Schumacher : officier Oakes
- 2002 : Dragon rouge (Red Dragon) de Brett Ratner : Dr Hannibal Lecter
- 2003 : La Couleur du mensonge (The Human Stain) de Robert Benton : Coleman Silk
- 2004 : Alexandre (Alexander) d'Oliver Stone : Ptolémée Ier
- 2005 : Proof de John Madden : Robert
- 2005 : Burt Munro (The World's Fastest Indian) de Roger Donaldson : Burt Munro
- 2006 : Bobby, d'Emilio Estevez : John Casey
- 2006 : Les Fous du roi (All the King's Men) de Steven Zaillian : juge Irwin
- 2007 : Slipstream d'Anthony Hopkins : Bonhoeffer
- 2007 : La Faille (Fracture) de Gregory Hoblit : Ted Crawford
- 2007 : La Légende de Beowulf (Beowulf) de Robert Zemeckis : Hrothgar
- 2007 : Sexy Devil (Shortcut to Happiness) d'Alec Baldwin : Daniel Webster
- 2008 : The City of Your Final Destination de James Ivory : Adam

##### Années 2010
- 2010 : Wolfman (The Wolfman) de Joe Johnston : Sir John Talbot
- 2010 : The Third Rule d'Aundre Johnson (court métrage) : Fabian Hogarth
- 2010 : Vous allez rencontrer un bel et sombre inconnu (You Will Meet a Tall Dark Stranger) de Woody Allen : Alfie Shepridge
- 2010 : Bare Knuckles d'Eric Etebari : Xavier Jonas (non crédité)
- 2011 : Le Rite (The Rite) de Mikael Håfström : Père Lucas Trevant
- 2011 : Thor de Kenneth Branagh : Odin
- 2012 : 360 de Fernando Meirelles : John
- 2012 : Hitchcock de Sacha Gervasi : Alfred Hitchcock
- 2013 : Red 2 de Dean Parisot : Edward Bradley
- 2013 : Thor : Le Monde des ténèbres (Thor: The Dark World) d'Alan Taylor : Odin
- 2014 : Noé (Noah) de Darren Aronofsky : Mathusalem
- 2015 : Kidnapping Mr. Heineken de Daniel Alfredson : Freddy Heineken
- 2015 : Prémonitions (Solace) d'Afonso Poyart : John Clancy
- 2016 : Manipulations (Misconduct) de Shintaro Shimosawa : Denning
- 2016 : No Way Out d'Eran Creevy : Hagen Kahl
- 2016 : Viens avec moi (Blackway) de Daniel Alfredson : Lester
- 2017 : Transformers: The Last Knight de Michael Bay : Sir Edmund Burton
- 2017 : Thor: Ragnarok de Taika Waititi : Odin
- 2019 : Les Deux Papes (The Two Popes) de Fernando Meirelles : Benoît XVI
- 2019 : Now Is Everything de Valentina De Amicis et Riccardo Spinotti : Thomas

##### Années 2020
- 2020 : Elyse de Stella Hopkins : Dr Philip Lewis
- 2021 : The Father de Florian Zeller : Anthony
- 2021 : Le Virtuose (The Virtuoso) de Nick Stagliano : le mentor
- 2022 : Zero Contact (en) de Rick Dugdale (en) : Finley Hart
- 2022 : Armageddon Time de James Gray : Aaron Rabinowitz, le grand-père de Paul
- 2022 : The Son de Florian Zeller : Anthony Miller
- 2023 : Une vie (One Life) de James Hawes : Nicholas Winton
- 2023 : Freud, la dernière confession (Freud's Last Session) de Matthew Brown : Sigmund Freud
- 2024 : Marie (Mary) de D. J. Caruso : le roi Hérode le Grand
- 2025 : Piégé (Locked) de David Yarovesky : William
- 2025 : Maserati: The Brothers de Robert Moresco : Luca Antonelli

#### Télévision

##### Téléfilms
- 1967 : La Puce à l'oreille (A Flea in Her Ear) : Étienne Plucheux
- 1968 : Saturday Night Theatre (en) : A Walk Through the Forest : Arnold
- 1969 : Play of the Month (en) : Les Trois Sœurs (The Three Sisters) : Andrei
- 1970 : Play for Today : Hearts and Flowers : Bob
- 1970 : Play of the Month : Oncle Vania (Uncle Vanya) : Astrov
- 1970 : Danton : Georges Danton
- 1970 : The Great Inimitable Mr. Dickens (en) : Charles Dickens
- 1972 : Poet Game : Hugh Sanders
- 1972 : Guerre et Paix (War and Peace, mini-série) : Pierre Bezukhov
- 1973 : Lloyd George : David Lloyd George
- 1973 : The Edwardians (mini-série) : David Lloyd George
- 1974 : QB VII : Adam Kelno
- 1975 : All Creatures Great and Small (en) : Siegfried
- 1976 : Victoire sur la nuit (Dark Victory) : Dr Michael Grant
- 1976 : L'Affaire Charles Linbergh (The Lindbergh Kidnapping Case) : Bruno Richard Hauptmann
- 1976 : Victoire à Entebbé (Victory at Entebbe) : Yitzhak Rabin
- 1978 : Play of the Month : Kean : Edmund Kean
- 1979 : Mayflower: The Pilgrim's Adventure : capitaine Christopher Jones
- 1981 : Le Bunker (The Bunker) de George Schaefer : Adolf Hitler
- 1981 : Peter and Paul (en) : Paul de Tarse
- 1981 : Othello de Jonathan Miller : Othello
- 1982 : Le Bossu de Notre-Dame : Quasimodo
- 1982 : Play of the Month : Petit Eyolf (Little Eyolf) : Alfred Allmers
- 1984 : Arch of Triumph (en) de Waris Hussein : Dr Ravic
- 1985 : Cas de conscience (en) (Guilty Conscience) : Arthur Jamison
- 1985 : Les Dessous d'Hollywood (Hollywood Wives, mini-série) : Neil Gray
- 1985 : La Chute de Mussolini (Mussolini and I) : comte Galeazzo Ciano
- 1988 : The Tenth Man : Jean Louis Chavel
- 1988 : Across the Lake : Donald Campbell
- 1989 : Heartland : Jack
- 1989 : Great Expectations (en) (mini-série) : Abel Magwitch
- 1991 : One Man's War (en): Joel Filartiga
- 1992 : Le Pouvoir et la haine (To Be the Best) : Jack Figg
- 2015 : L'Habilleur (en) (The Dresser) de Richard Eyre : Sir
- 2018 : Le Roi Lear de Richard Eyre : Lear

##### Séries télévisées
- 1965 : The Man in Room 17 (en) : Dr Harding
- 1968 : The Company of Five : Richard Mason (1 épisode)
- 1969 : Département S (Department S), épisode Une arme qui peut détruire le monde (A Small War of Nerves) : Greg Halliday
- 1972 : The Man Outside : Albert Watts (1 épisode)
- 1973 : Black and Blue (en) : Hi (1 épisode)
- 1974 : Childhood : Dando (1 épisode)
- 1983 : A Married Man : John Strickland
- 1984 : Strangers and Brothers (en) : Roger Quaife (2 épisodes)
- 1987 : Blunt : Guy Burgess
- 2003 : Freedom: A History of US (série documentaire) : William Radcliffe / George Washington / John Winthrop / Robert Walsh
- 2016 - 2018 : Westworld (série) : Robert Ford
- 2024 : Those About to Die de Roland Emmerich et Marco Kreuzpaintner : Empereur Caesar Vespasianus Augustus

#### Doublage et voix off
- 1991 : Spartacus (1960) de Stanley Kubrick : Crassus (version restaurée : voix de Laurence Olivier pour les scènes supprimées de la version de 1967, dont la bande-son avait été perdue)
- 1997 : Killing for a Living (série documentaire, BBC) : le narrateur
- 2000 : Le Grinch (How the Grinch Stole Christmas!) de Ron Howard : le narrateur
- 2023 : Rebel Moon - Partie 1 : Enfant du feu (Rebel Moon: Part One – A Child of Fire) de Zack Snyder : Jimmy
- 2024 : Rebel Moon - Partie 2 : L'Entailleuse (Rebel Moon: Part Two – The Scargiver) de Zack Snyder : Jimmy

### Réalisateur
- 1990 : Dylan Thomas: Return Journey (téléfilm)
- 1996 : August (en)
- 2007 : Slipstream

### Producteur
- 2006 : Bobby d'Emilio Estevez (producteur délégué)
- 2015 : Prémonitions (Solace) d'Afonso Poyart (producteur exclusif)

### Scénariste
- 2007 : Slipstream de lui-même

### Compositeur
- 1990 : Dylan Thomas: Return Journey (téléfilm) de lui-même
- 1996 : August (en) de lui-même
- 2007 : Slipstream de lui-même

## Musique
And The Waltz Goes On est une valse composée par Hopkins durant sa jeunesse. Cette valse a été jouée pour la première fois en 2011 par André Rieu et son orchestre à Vienne, en présence de Hopkins.

## Distinctions
Hopkins a été promu commandeur de l'ordre de l'Empire britannique (CBE) en 1987, puis anobli par la reine Élisabeth II en 1993 pour « services rendus aux arts » et a donc droit à l'appellation « Sir Anthony Hopkins »,.
Il reçoit le titre honoraire de docteur en littérature en 1988, et fait membre honoraire de l'université de Galles de Lampeter en 1992. Il obtient son étoile sur le Hollywood Walk of Fame en 2003.

Ruban de commandeur des Arts et des Lettres

Il est également fait commandeur de l'ordre des Arts et des Lettres en 1996.
- British Academy Television Awards 1973 : Meilleur acteur pour Guerre et Paix
- Primetime Emmy Awards 1976 : Meilleur acteur pour L'Affaire Charles Linbergh
- Primetime Emmy Awards 1981 : Meilleur acteur pour Le Bunker
- CableACE Awards 1987 : Meilleur acteur pour La Chute de Mussolini
- Festival international du film de Moscou 1987 : Meilleur acteur pour 84 Charing Cross Road
- Boston Society of Film Critics Awards 1991 : Meilleur acteur dans un second rôle pour Le Silence des agneaux
- New York Film Critics Circle Awards 1991 : Meilleur acteur pour Le Silence des agneaux
- British Academy Film Awards 1992 : Meilleur acteur pour Le Silence des agneaux
- Chicago Film Critics Association Awards 1992 : Meilleur acteur pour Le Silence des agneaux
- Dallas-Fort Worth Film Critics Association Awards 1992 : Meilleur acteur pour Le Silence des agneaux
- Kansas City Film Critics Circle Awards 1992 : Meilleur acteur pour Le Silence des agneaux
- National Board of Review Awards 1992 : Meilleur acteur dans un second rôle pour Le Silence des agneaux
- Oscars du cinéma 1992 : Meilleur acteur pour Le Silence des agneaux
- Prix Sant Jordi du cinéma 1992 : Meilleur acteur dans un film étranger pour Le Silence des agneaux
- Saturn Awards 1992 : Meilleur acteur pour Le Silence des agneaux
- Kansas City Film Critics Circle Awards 1993 : Meilleur acteur pour Les Vestiges du jour
- Los Angeles Film Critics Association Awards 1993 : Meilleur acteur pour Les Vestiges du jour
- National Board of Review Awards 1993 : Meilleur acteur pour Les Vestiges du jour
- British Academy Film Awards 1994 : Meilleur acteur pour Les Ombres du cœur
- David di Donatello 1994 : Meilleur acteur étranger pour Les Vestiges du jour
- London Film Critics Circle Awards 1994 : Meilleur acteur pour Les Vestiges du jour
- Southeastern Film Critics Association Awards 1994 : Meilleur acteur pour Les Vestiges du jour
- British Academy Film Awards 1994 : Meilleur acteur pour Les Vestiges du jour
- Western Heritage Awards 1994 : Bronze Wrangler (en) du meilleur western pour Légendes d'automne, partagé avec Edward Zwick, William D. Wittliff et Brad Pitt
- Critics Choice Awards 1998 : Meilleur acteur dans un second rôle pour Amistad
- Hollywood Film Awards 2003 : Meilleur acteur pour La Couleur du mensonge
- Hollywood Film Awards 2006 : Meilleure distribution pour Bobby (partagé)
- Golden Globes 2006 : Cecil B. DeMille Award
- New Zealand Screen Awards (en) 2006 : Meilleur acteur pour Burt Munro
- British Academy Film Awards 2008 : Fellowship Award
- Oscars du cinéma 2021 : Meilleur acteur pour The Father
- Festival international du film de Stockholm 2022 : Prix pour l'ensemble de la carrière

### Nominations
- British Academy Television Awards 1968 : Meilleur acteur dans un second rôle pour Le Lion en hiver
- British Academy Television Awards 1970 : Meilleur acteur pour Hearts and Flowers
- British Academy Film Awards 1979 : Meilleur acteur pour Magic
- Golden Globes 1979 : Meilleur acteur dans un film dramatique pour Magic
- Primetime Emmy Awards 1982 : Meilleur acteur dans un téléfilm pour The Hunchback of Notre Dame
- Golden Globes 1989 : Meilleur acteur dans un téléfilm pour The Tenth Man
- Primetime Emmy Awards 1990 : Meilleur acteur pour Great Expectations
- Golden Globes 1992 : Meilleur acteur dans un film dramatique pour Le Silence des agneaux
- London Film Critics Circle Awards 1992 : Meilleur acteur pour Le Silence des agneaux
- Saturn Awards 1992 : Meilleur acteur pour Dracula
- British Academy Film Awards 1994 : Meilleur acteur pour Les Ombres du cœur
- Golden Globes 1994 : Meilleur acteur dans un film dramatique pour Les Vestiges du jour
- Oscars du cinéma 1994 : Meilleur acteur pour Les Vestiges du jour
- Golden Globes 1996 : Meilleur acteur dans un film dramatique pour Nixon
- Oscars du cinéma 1996 : Meilleur acteur pour Nixon
- Screen Actors Guild Awards 1996 : 
  - Meilleur acteur pour Nixon
  - Meilleure distribution pour Nixon (partagé)
- Golden Globes 1998 : Meilleur acteur dans un second rôle pour Amistad
- Online Film Critics Society Awards 1998 : Meilleur acteur dans un second rôle pour Amistad
- Oscars du cinéma 1998 : Meilleur acteur dans un second rôle pour Amistad
- Screen Actors Guild Awards 1998 : Meilleur acteur dans un second rôle pour Amistad
- Saturn Awards 1999 : Meilleur acteur pour Rencontre avec Joe Black
- London Film Critics Circle Awards 2001 : Meilleur acteur pour Titus
- Saturn Awards 2002 : Meilleur acteur pour Hannibal
- Screen Actors Guild Awards 2007 : Meilleure distribution pour Bobby (partagé)
- British Academy Film Awards 2020 : Meilleur acteur dans un second rôle pour Les Deux Papes
- Golden Globes 2020 : Meilleur acteur dans un second rôle pour Les Deux Papes
- Oscars 2020 : Meilleur acteur dans un second rôle pour Les Deux Papes
- Golden Globes 2021[112] : Meilleur acteur dans un film dramatique pour The Father
- Screen Actors Guild Awards 2021[113] : Meilleur acteur pour The Father

## Voix francophones
En version française, Anthony Hopkins n'a pas de voix régulière jusqu'au début des années 1990. Ainsi, durant cette période, il est notamment doublé à trois reprises par Jacques Thébault dans Un pont trop loin , Changement de saisons et Le Bounty ainsi qu'à deux reprises par Dominique Paturel dans Elephant Man et Arch of Triumph (en). À titre exceptionnel, Anthony Hopkins est doublé par Denis Savignat dans Le Lion en hiver, Claude Giraud dans Le Miroir aux espions, Marc de Georgi dans Les Griffes du lion et Audrey Rose, Francis Lax dans Terreur sur le Britannic, Jean Roche dans Magic, Georges Aminel dans Le Bunker, Serge Lhorca dans Les Dessous d'Hollywood et Marcel Guido dans La Maison des otages.
Le doublant une première fois en 1982 dans Le Bossu de Notre-Dame, Jean-Pierre Moulin devient sa voix la plus régulière à partir du film Le Silence des agneaux en 1991. Bernard Dhéran, décédé en 2013, le double à 9 reprises entre 1992 et 2011.
En parallèle, Anthony Hopkins est notamment doublé à quatre reprises par Georges Claisse dans La Couleur du mensonge, Sexy Devil, Wolfman et 360, tandis qu'il est doublé à titre exceptionnel par Yves Barsacq dans Aux bons soins du docteur Kellogg, Gabriel Cattand dans Légendes d'automne, André Falcon dans Nixon, Dominique Farrugia dans Le Grinch, Pierre Hatet dans Bad Company, Michel Piccoli dans Alexandre, Frédéric Cerdal dans Burt Munro, Pascal Racan dans Proof, Loïc Houdré dans Slipstream et Pierre Santini dans Marie. Depuis 2023, Féodor Atkine remplace Jean-Pierre Moulin, doublant l'acteur dans Une vie et Those About to Die.
En version québécoise, Vincent Davy est la voix québécoise régulière de l'acteur jusqu'à son décès en janvier 2021. Il est doublé par Michel Dumont dans Nixon, La Tache et Le Loup-garou, par Jean-Marie Moncelet dans No Way Out et Transformers : Le Dernier Chevalier, par Guy Nadon dans Thor: Ragnarok et Le père ainsi qu'à titre exceptionnel par Éric Gaudry dans Freejack, Ronald France dans Les Vestiges du jour, Hubert Gagnon Les Ombres du cœur et Benoît Marleau dans Dr Seuss: Le grincheux qui voulait gâcher Noël.
- Versions françaises :
  - Jean-Pierre Moulin dans Le Silence des agneaux et ses suites, Dracula, Rencontre avec Joe Black, Les Deux Papes, The Father, etc.
  - Bernard Dhéran dans Retour à Howards End, Les Vestiges du jour, Le Masque de Zorro, Mission impossible 2, Thor, etc.

- Versions québécoises (la liste indique les titres québécois) :
  - Vincent Davy dans Légendes d'automne, Le Masque de Zorro, Alexandre, Fracture, Le Rite, etc.